# Аревское
Аревское — деревня в Дмитровском районе Московской области, в составе Сельского поселения Большерогачёвское. До 2006 года Аревское входило в состав Покровского сельского округа.

## Расположение
Деревня расположена в западной части района, примерно в 27 км западнее Дмитрова, у истоков реки Лбовка (левый приток Сестры), высота центра над уровнем моря 213 м. Ближайшие населённые пункты — Зуево на востоке, Благовещенье на севере и Пруды на северо-западе

## Население
| 2002 | 2006 | 2010 |
| ---- | ---- | ---- |
| 17   | ↘10  | ↘8   |